# Crosne
Crosne – miejscowość i gmina we Francji, w regionie Île-de-France, w departamencie Essonne.
Według danych na rok 1990 gminę zamieszkiwało 7966 osób, a gęstość zaludnienia wynosiła 3212 osób/km² (wśród 1287 gmin regionu Île-de-France Crosne plasuje się na 264. miejscu pod względem liczby ludności, natomiast pod względem powierzchni na miejscu 845.).

## Współpraca
Miejscowość partnerska:
- Belœil, Belgia